# Austromenopon brevifimbriatum
Austromenopon brevifimbriatum är en insektsart som först beskrevs av Piaget 1880.  Austromenopon brevifimbriatum ingår i släktet Austromenopon och familjen spolätare. Inga underarter finns listade i Catalogue of Life.